# Pronectria pertusariicola
Pronectria pertusariicola är en lavart som beskrevs av Lowen 1999. Pronectria pertusariicola ingår i släktet Pronectria och familjen Bionectriaceae.  Arten är reproducerande i Sverige. Inga underarter finns listade i Catalogue of Life.